# Középső-Gerlachfalvi-torony
A Középső-Gerlachfalvi-torony önálló és jellegzetes kiemelkedés a Hátsó-Gerlachfalvi-csúcs É. gerincén a Hátsó- és az Alsó-Gerlachfalvi-csorba között.
Első megmászók: Englischné Jülg Antónia, Englisch K. - id. Hunsdorfer J. vezetővel, 1905. VIII. 5. 
A mai magyar elnevezést Grósz Alfréd javaslatára Komarnicki Gyula vezette be a régi Kis-Litvor-torony név helyett. A litvor tájjellegű szó, amellyel az orvosi angyalgyökér (Archangelica officinalis) gyógynövényt nevezik. A növényből egy titokzatos "kilenc betegség" elleni gyógyszert készítettek. A lengyel elnevezés a Bibircs régi nevéből indul ki.